# 埃迪·赫尔尼克
埃迪·赫尔尼克（2003年12月26日—），丹麦男子跆拳道运动员，2022年欧洲跆拳道锦标赛男子80公斤级银牌得主、2023年欧洲运动会男子80公斤级金牌得主、2024年夏季奥林匹克运动会男子80公斤级铜牌得主。